# Желізниця (притока Стиру)
Желізниця (Залізниця) — річка в Маневицькому районі Волинської області, ліва притока Стиру (басейн Дніпра).

## Опис
Довжина річки 16 км, похил річки — 0,53 м/км. Формується з багатьох безіменних струмків. Площа басейну 58,9 км².

## Розташування
Бере початок на північно-західній стороні від села Розничі. Тече переважно на північний схід через село Комарове і на південній околиці села Новосілки впадає в річку Стир, праву притоку Прип'яті.